# Otatea acuminata
Otatea acuminata là một loài thực vật có hoa trong họ Hòa thảo. Loài này được (Munro) C.E.Calderón ex Soderstr. mô tả khoa học đầu tiên năm 1980.

## Hình ảnh

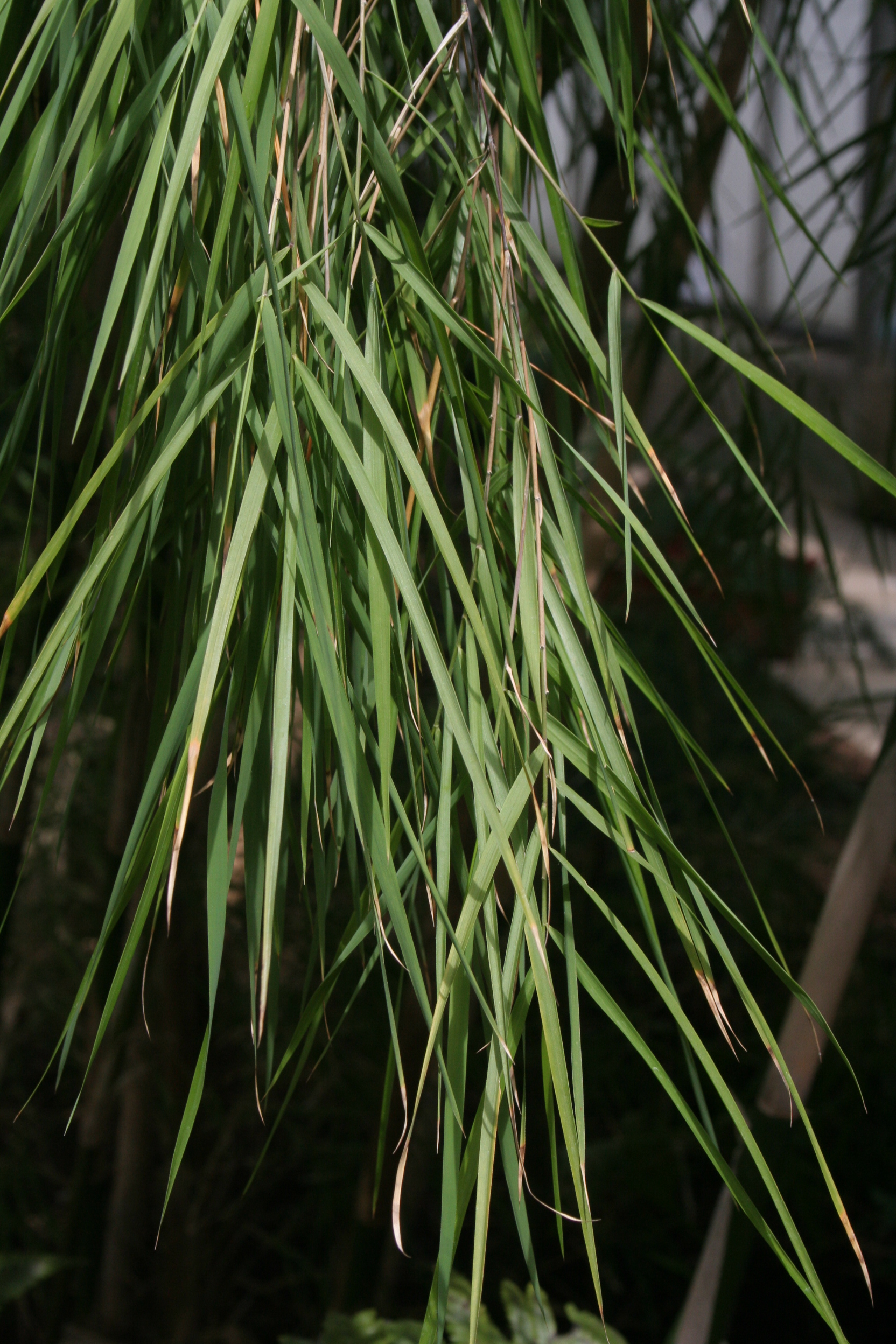
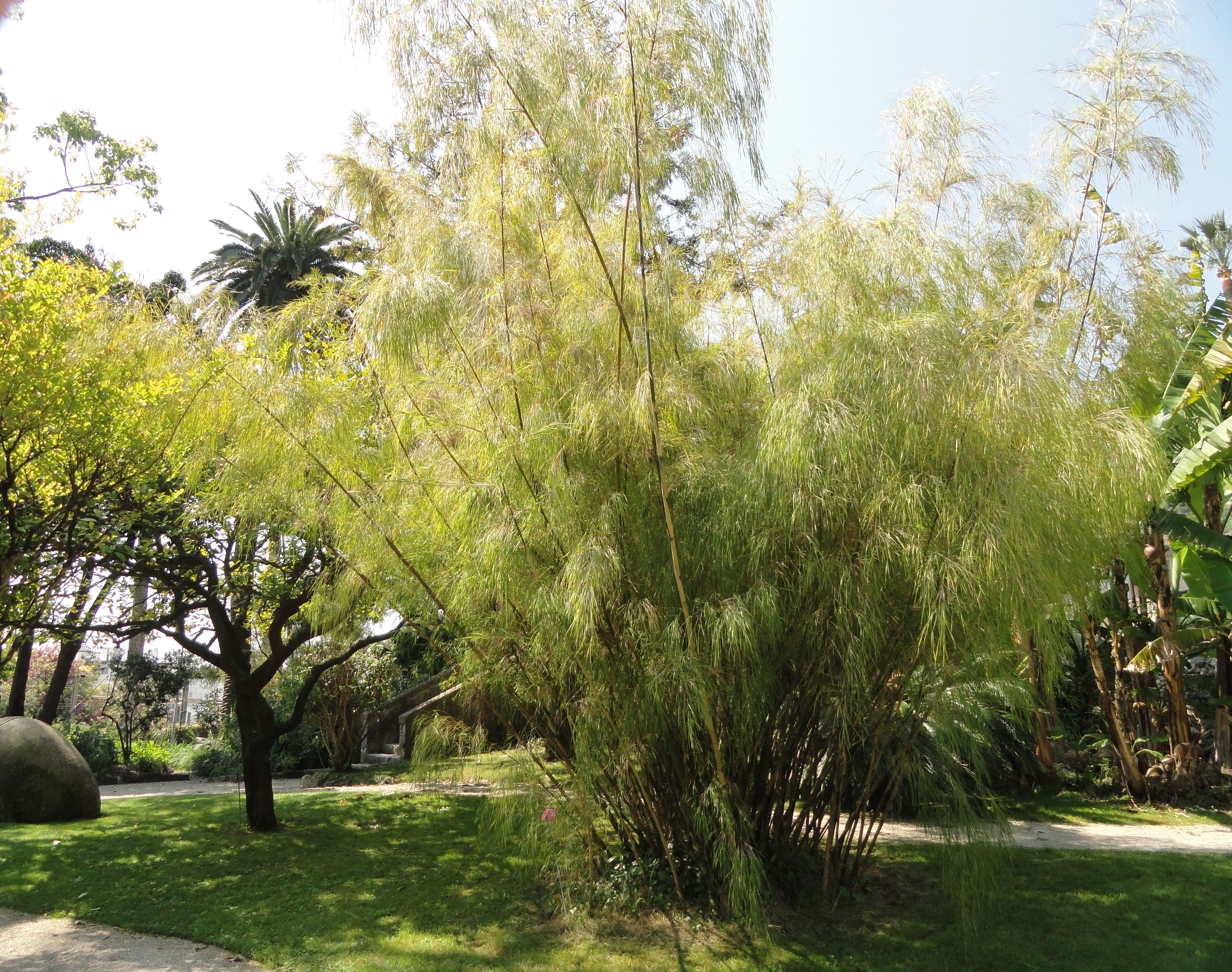
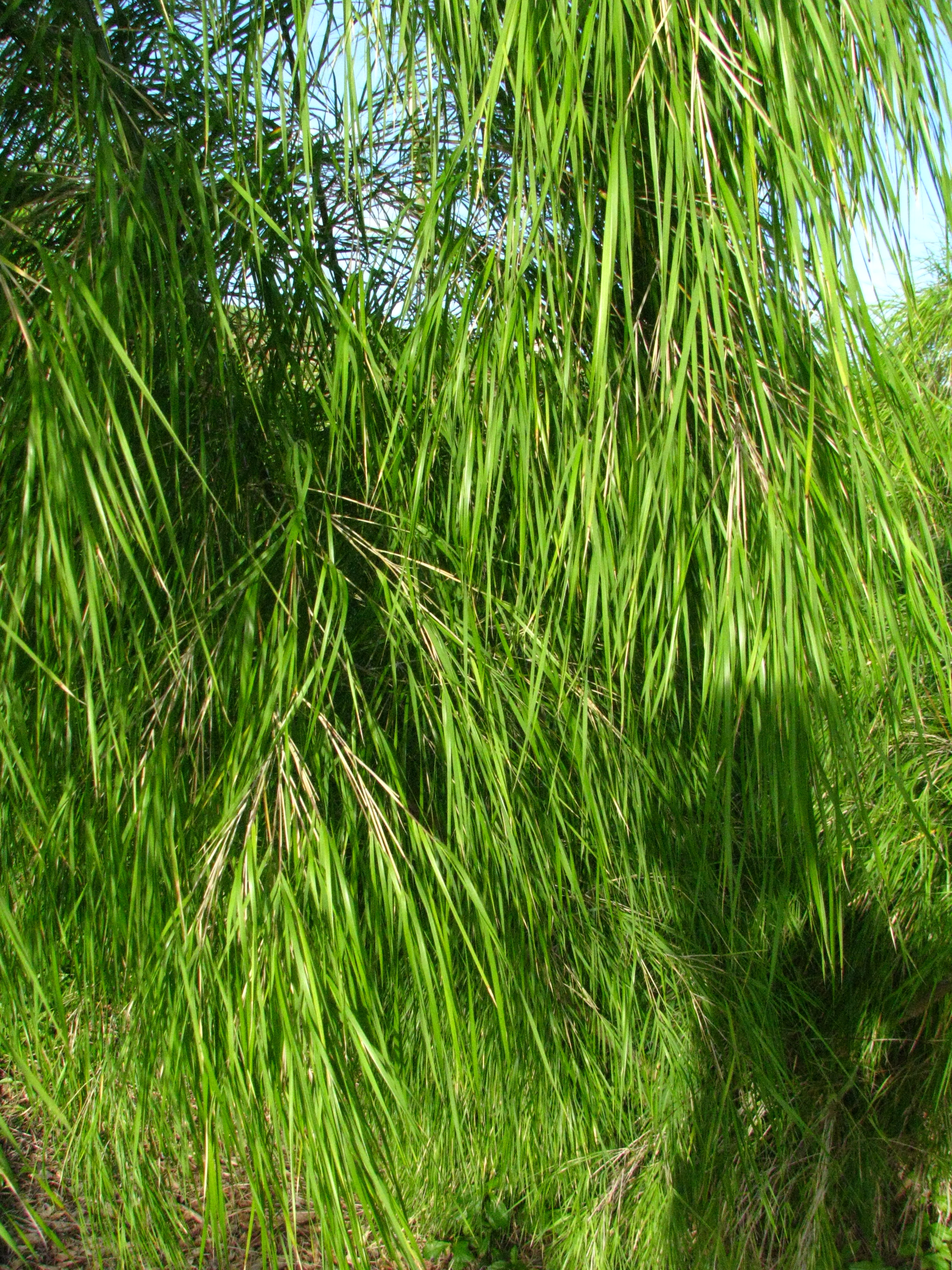
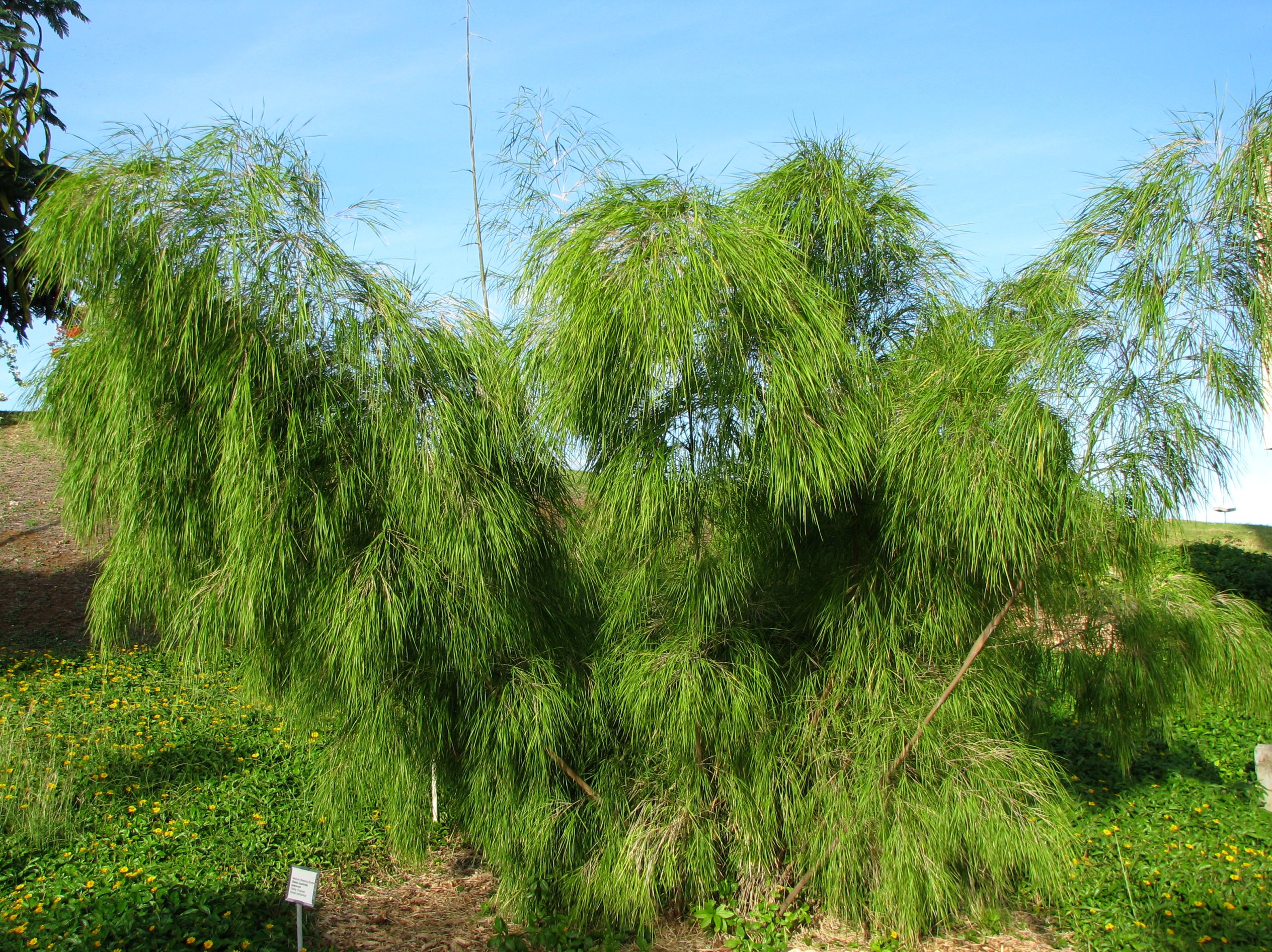